# Banksia ser. Dryandra
Die Serie Banksia ser. Dryandra gehört zur Untergattung Banksia subgen. Banksia in der Pflanzengattung Banksia innerhalb der Silberbaumgewächse (Proteaceae). Die Vorkommen der etwa 95 Arten sind auf den südwestlichen Teil von Western Australia beschränkt.

## Beschreibung

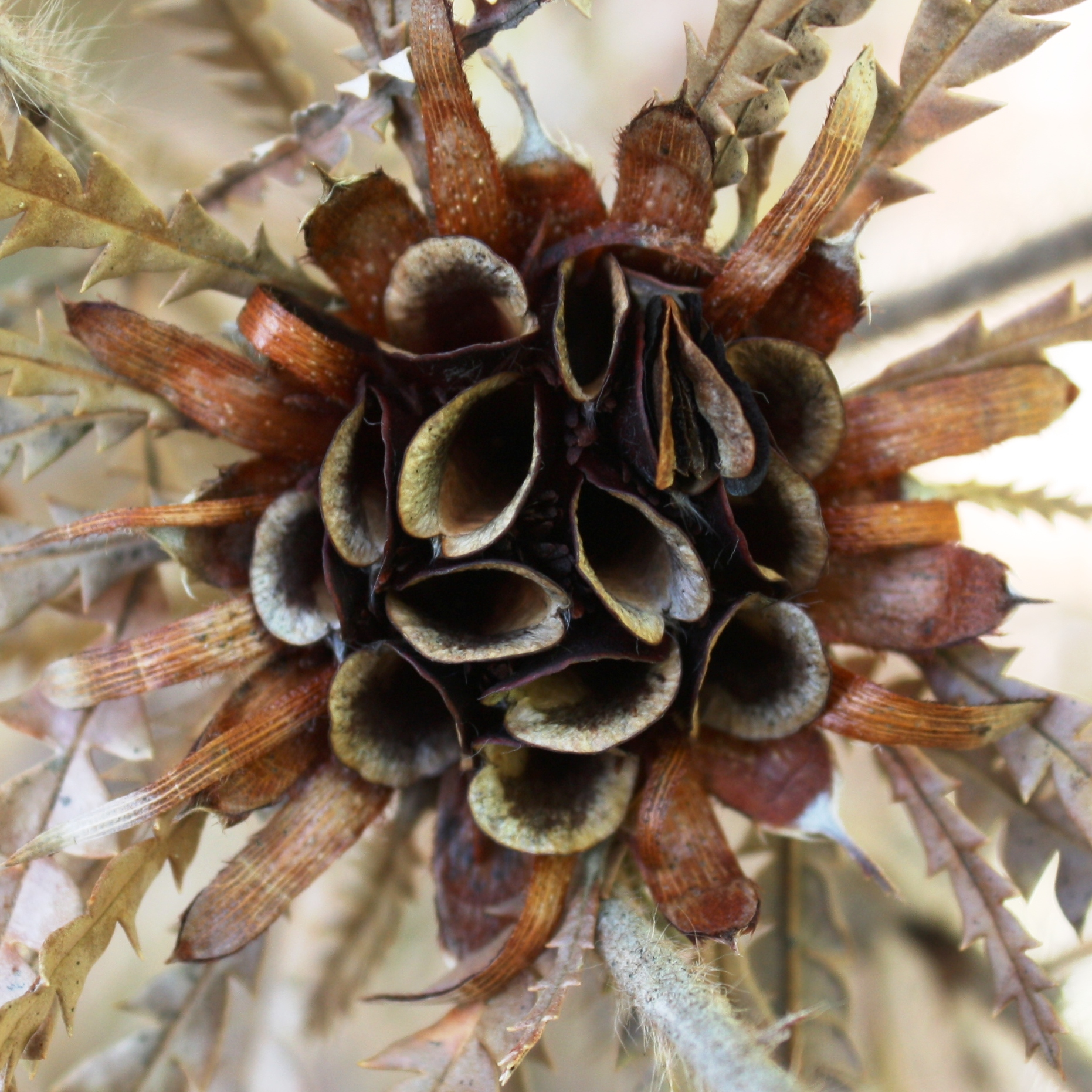
Offene Balgfrüchte von Banksia formosa

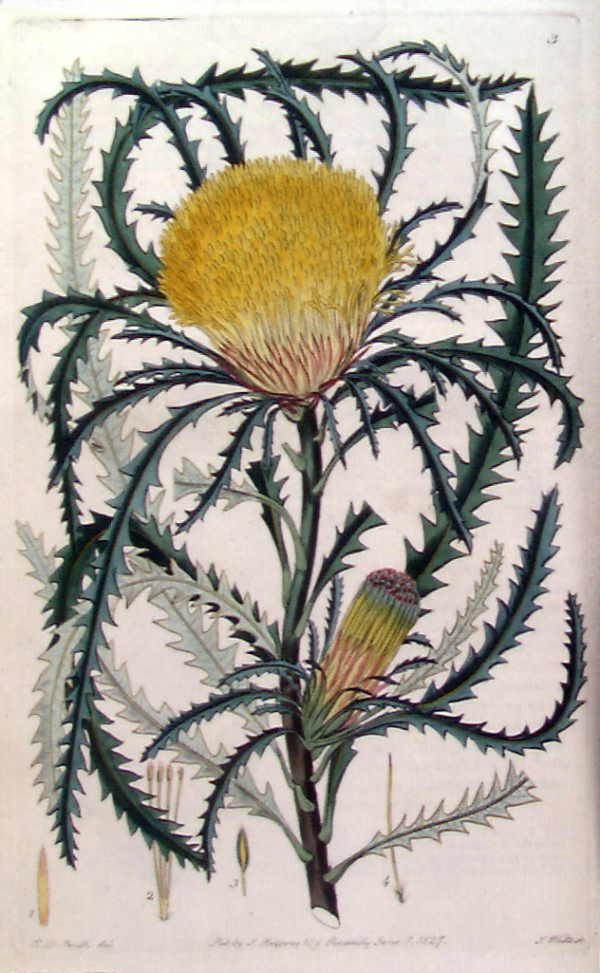
Illustration aus Flora Australasica von Banksia prolata

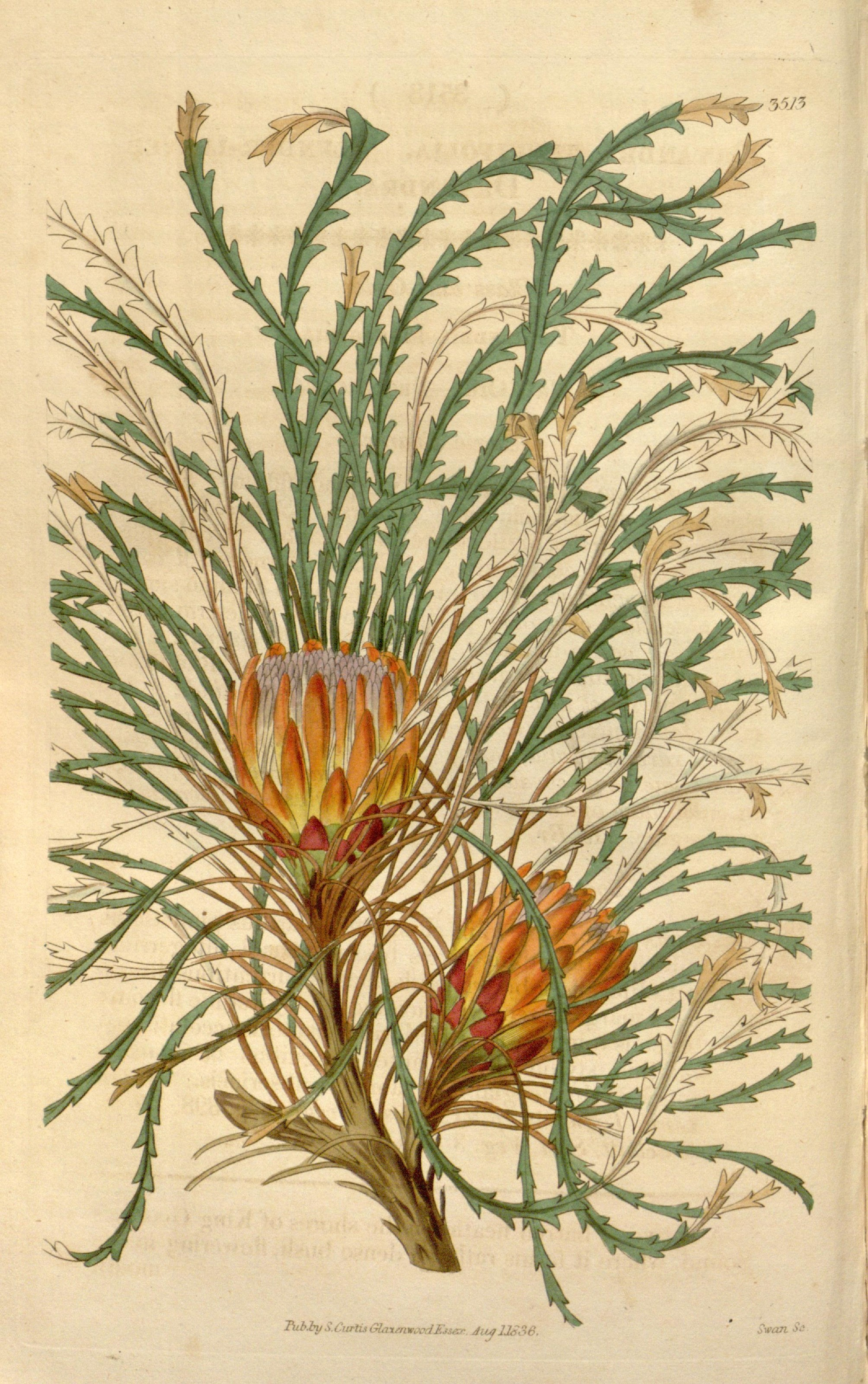
Illustration aus Curtis's Botanical Magazine, Tafel 3513 von Banksia tenuis

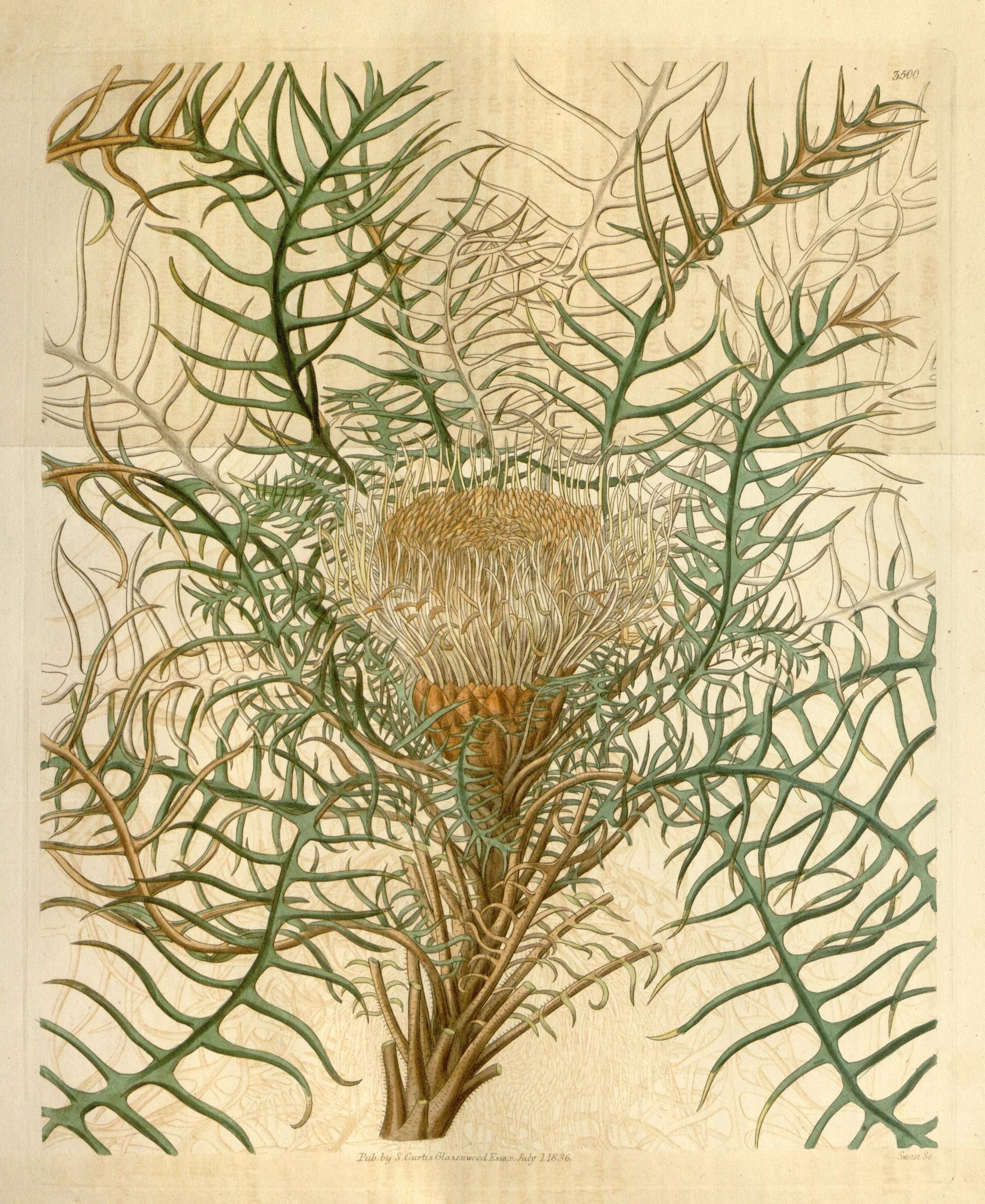
Illustration aus Curtis's Botanical Magazine, Tafel 3500 von Banksia pteridifolia

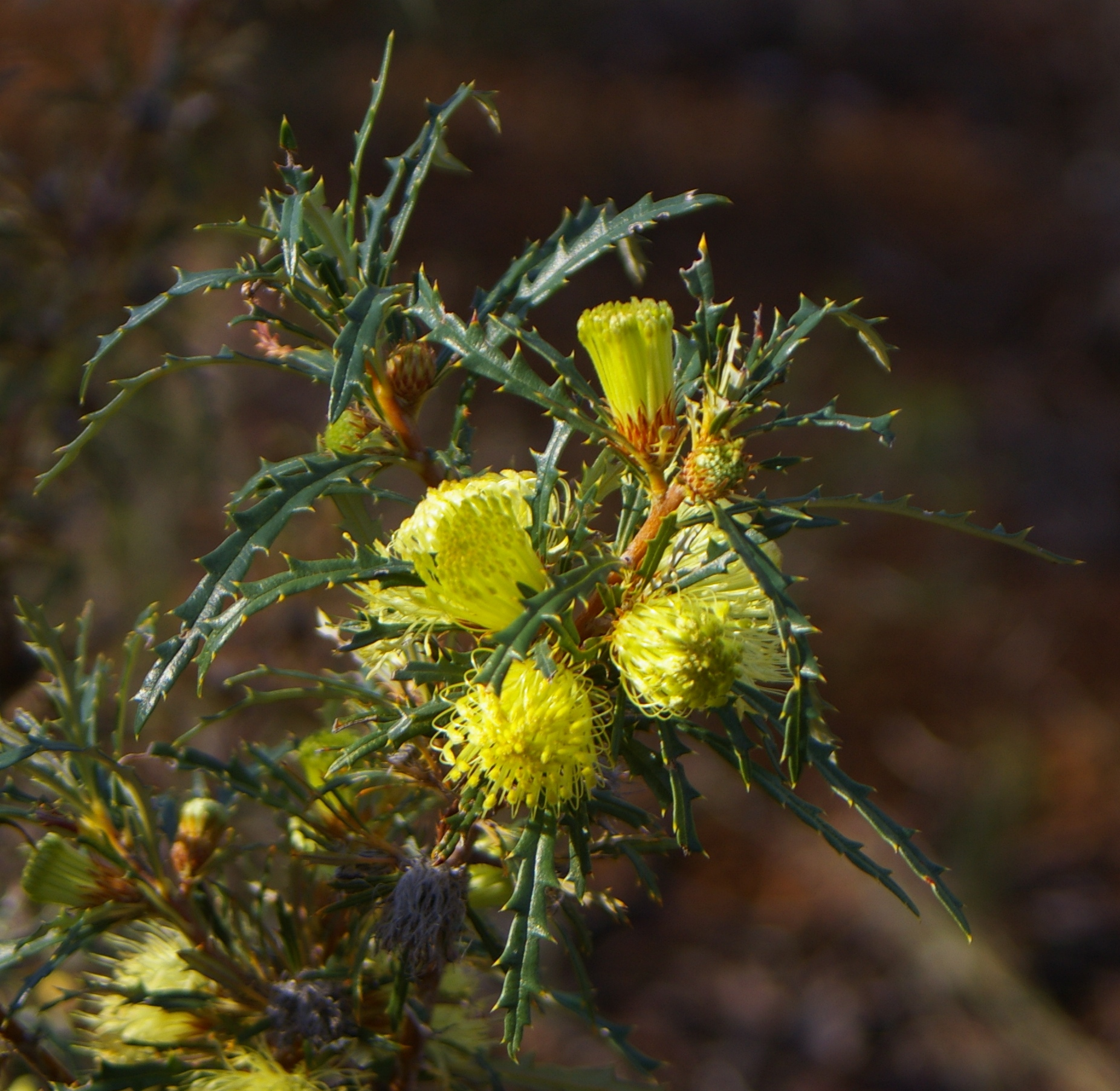
Habitus, Laubblätter und Blütenstände von Banksia acanthopoda

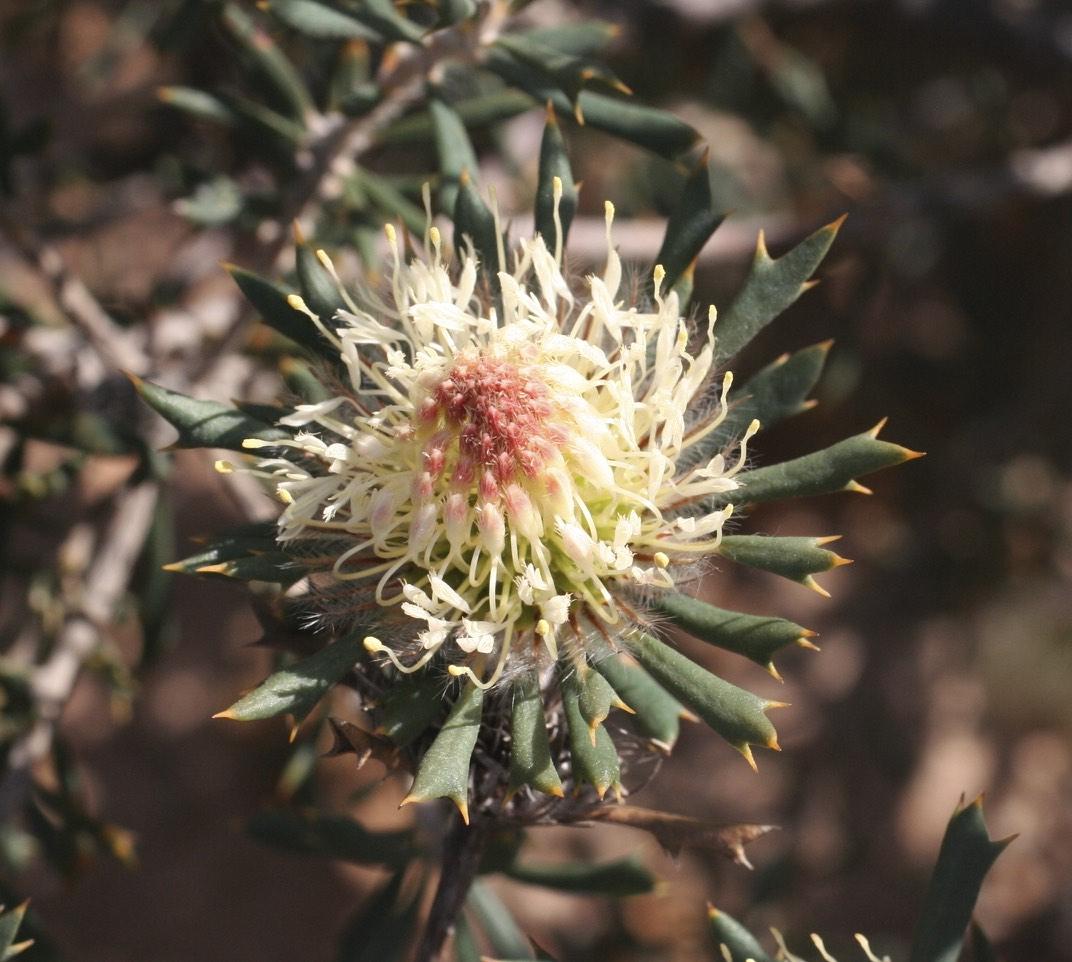
Blütenstand von Banksia carlinoides

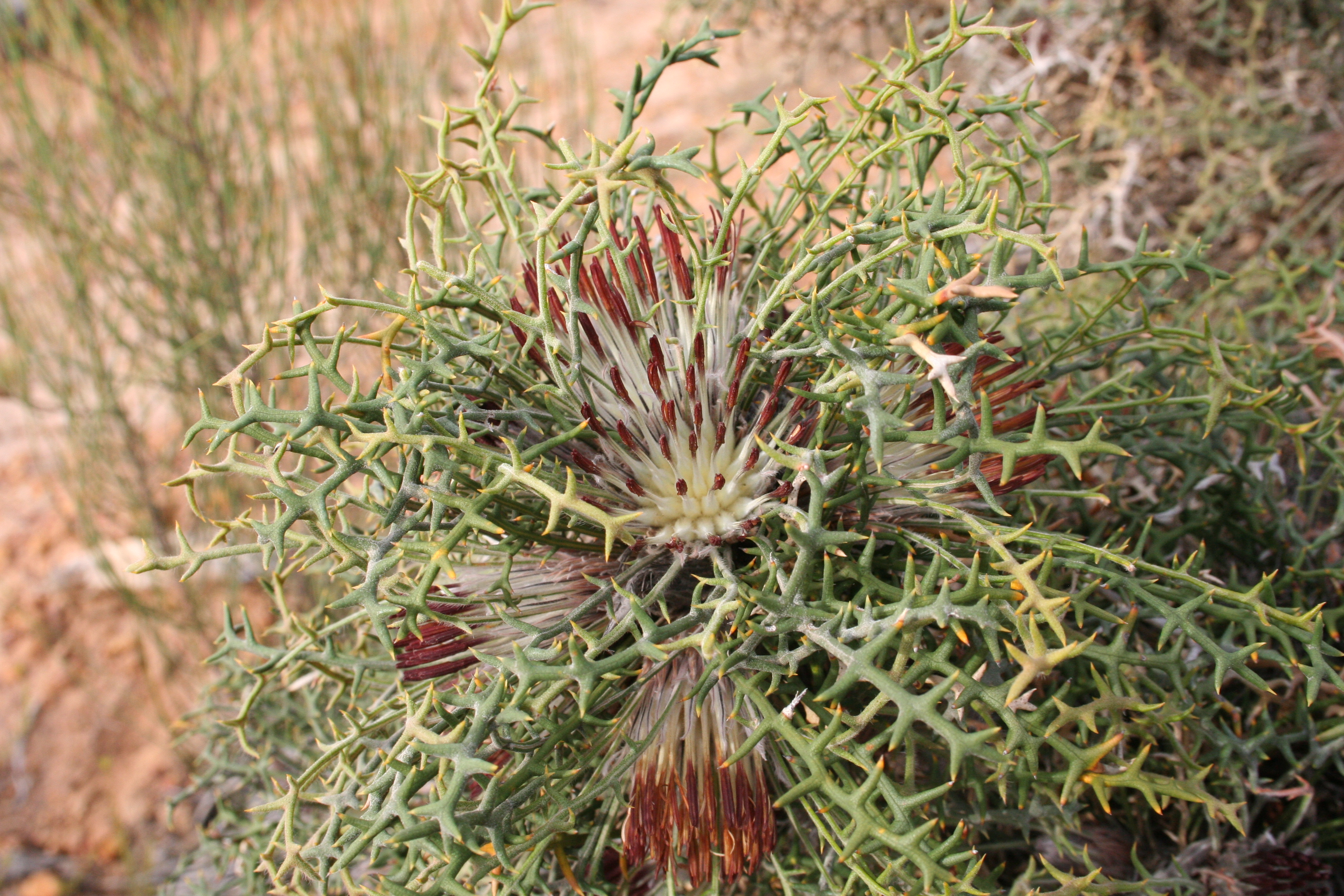
Laubblätter und Blütenstände von Banksia erythrocephala

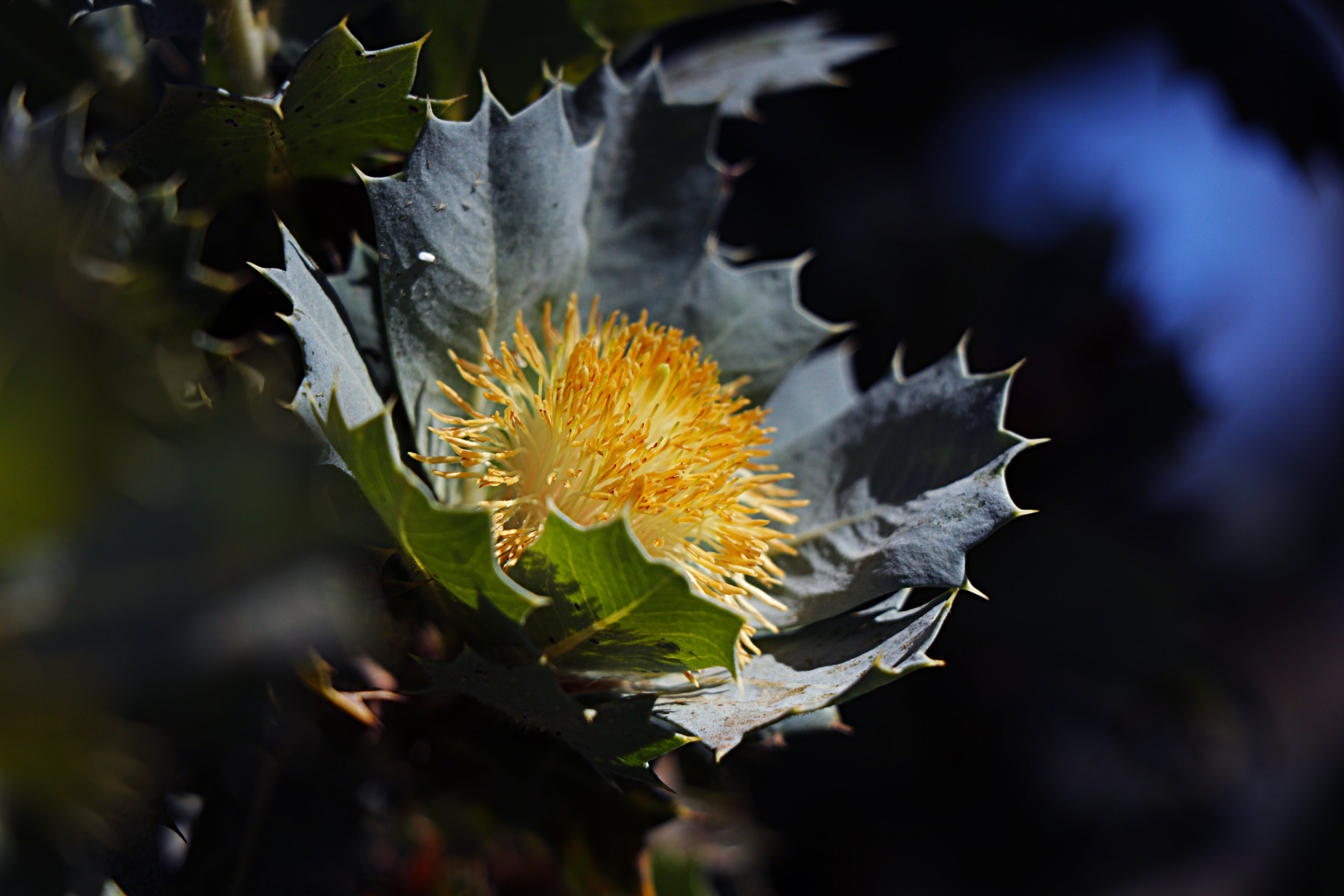
Blütenstand von Banksia heliantha

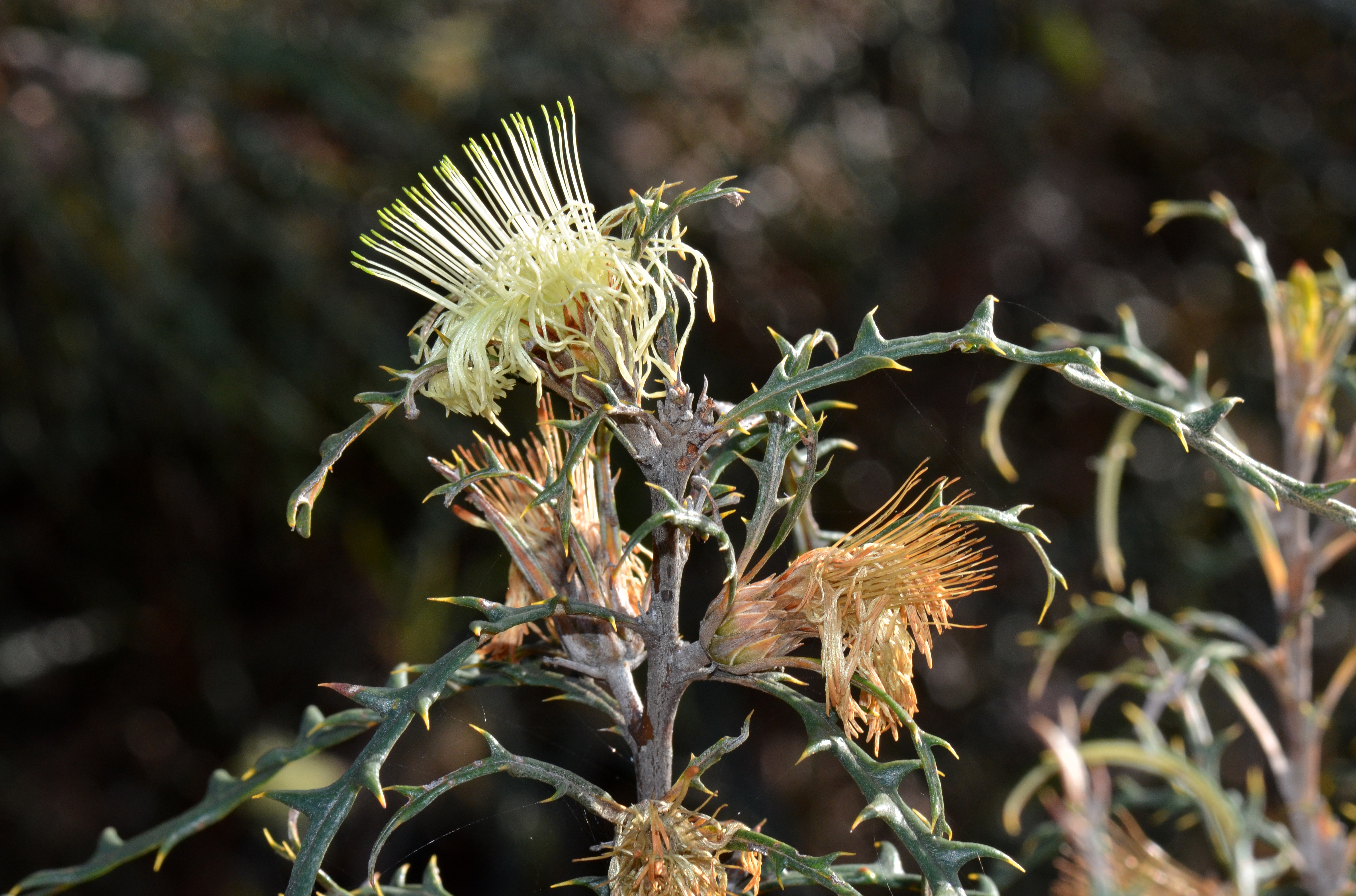
Blütenstände von Banksia hewardiana

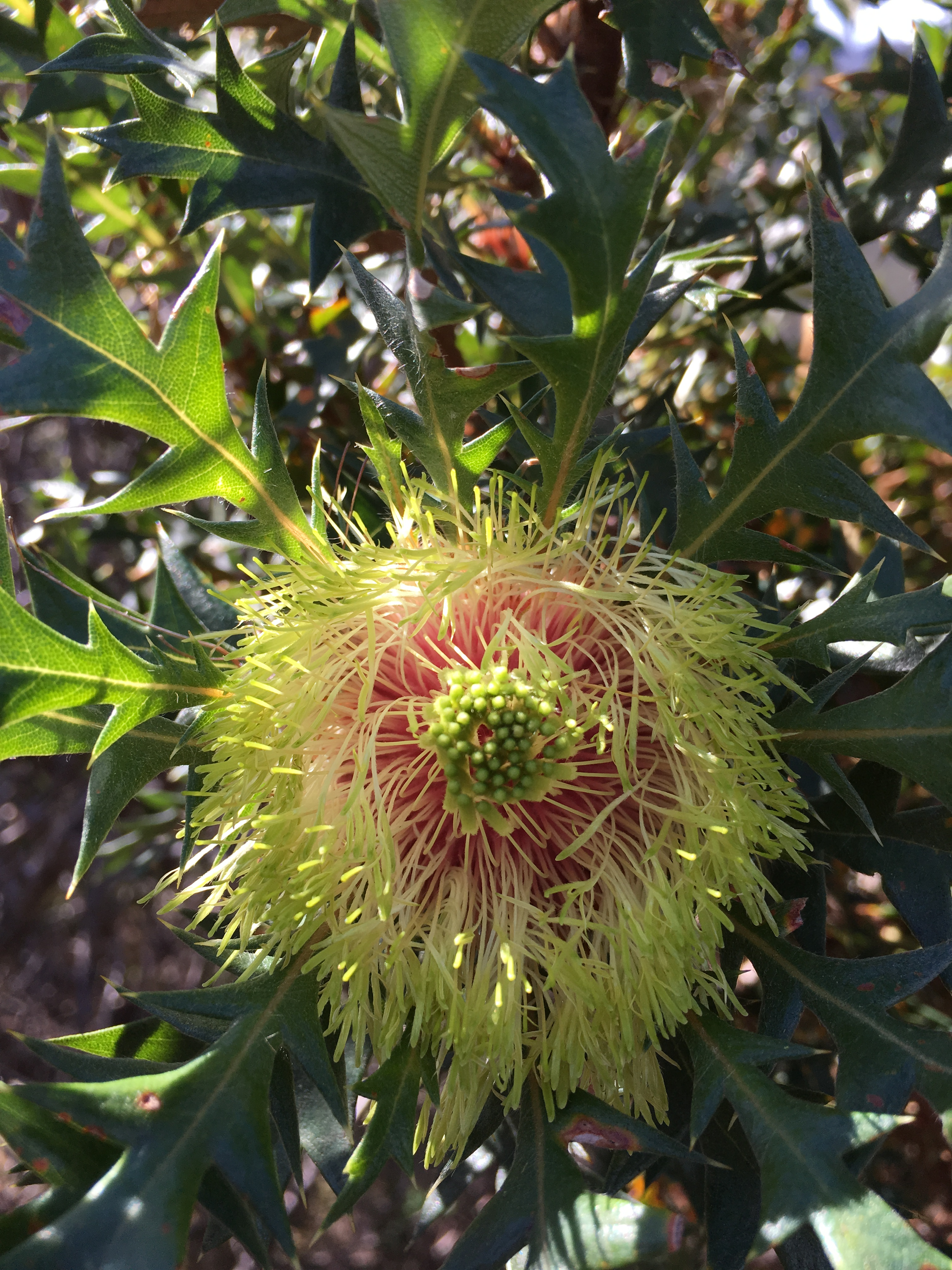
Blütenstand von Banksia hirta

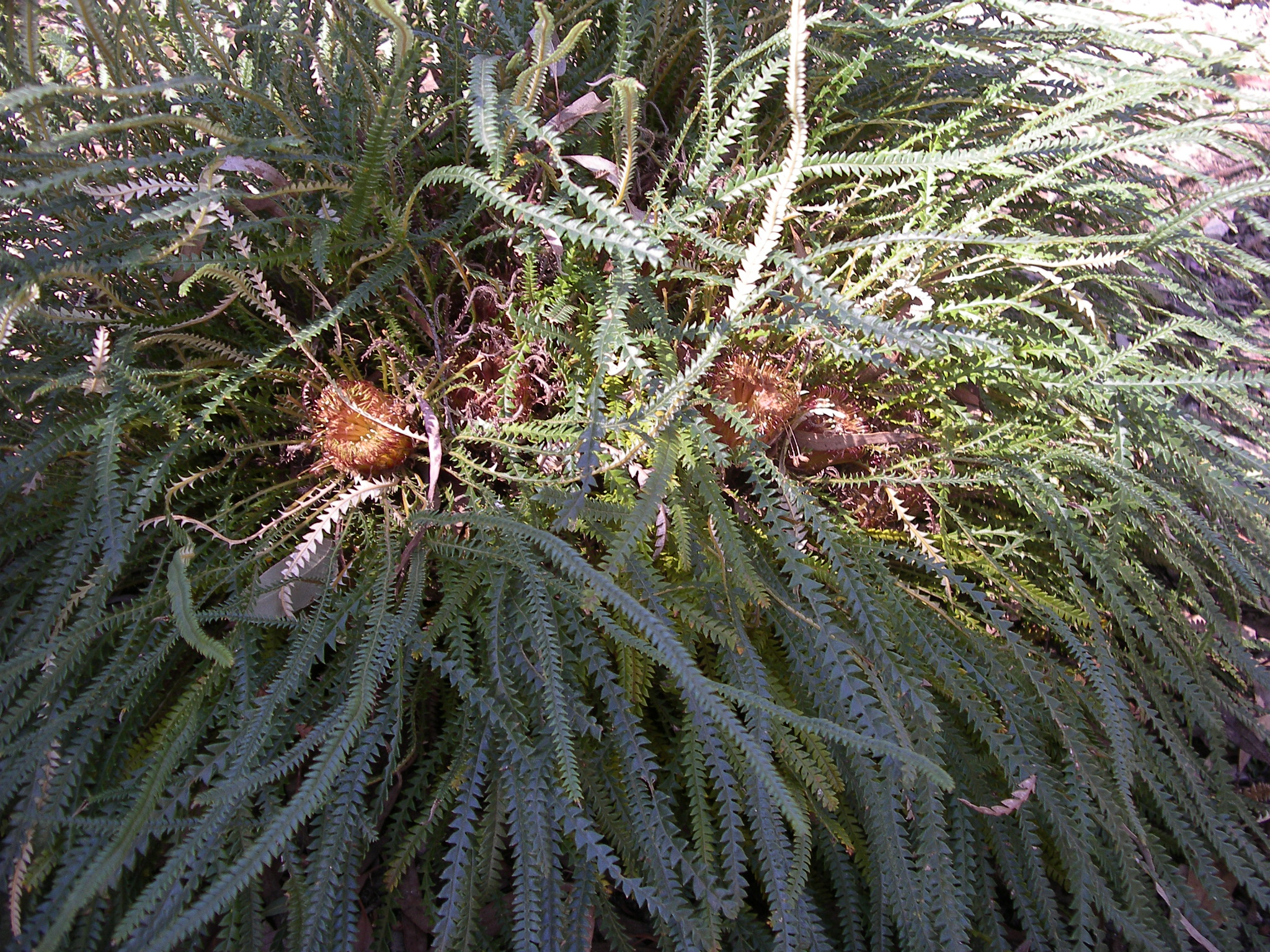
Banksia nivea

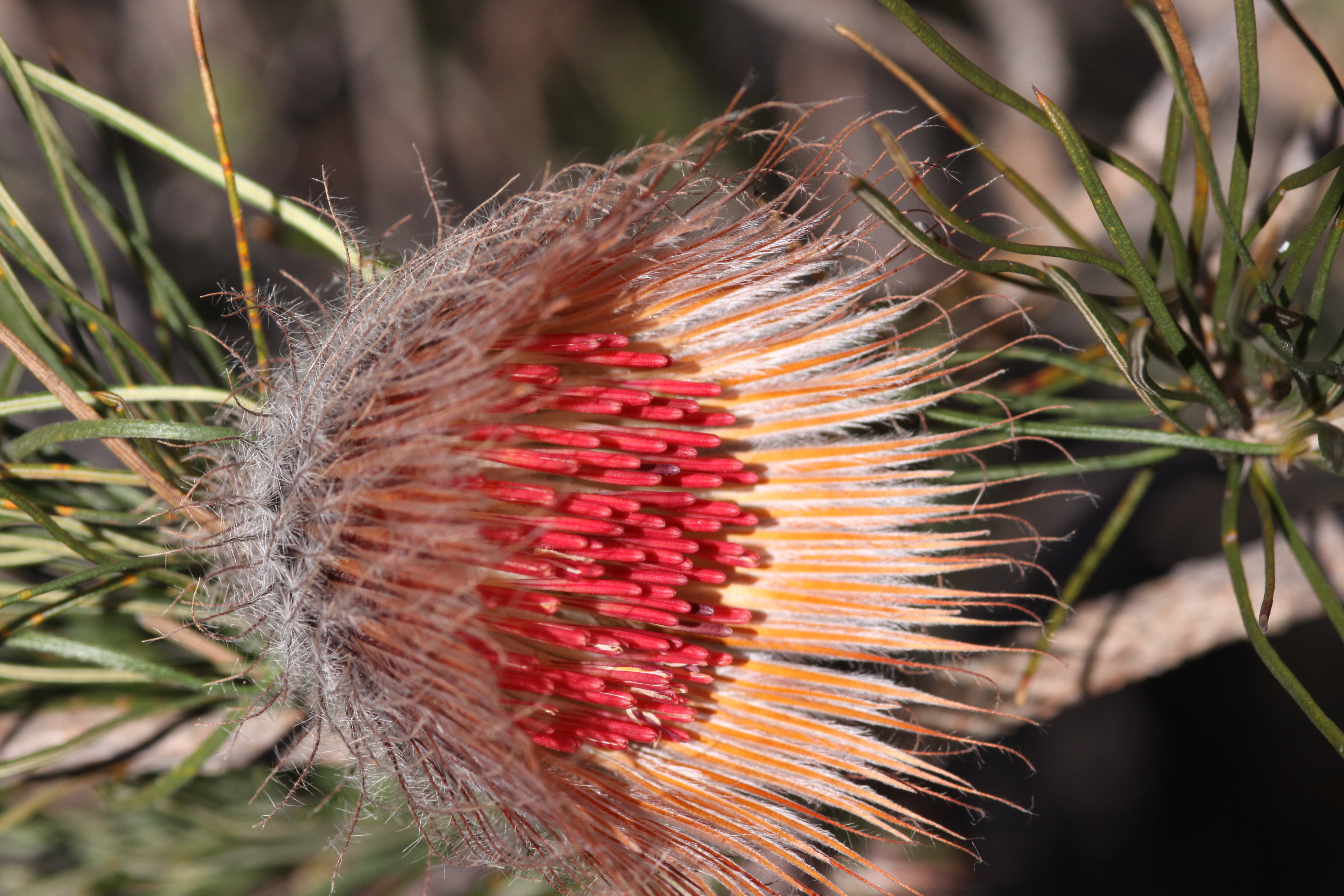
Blütenstand von Banksia splendida

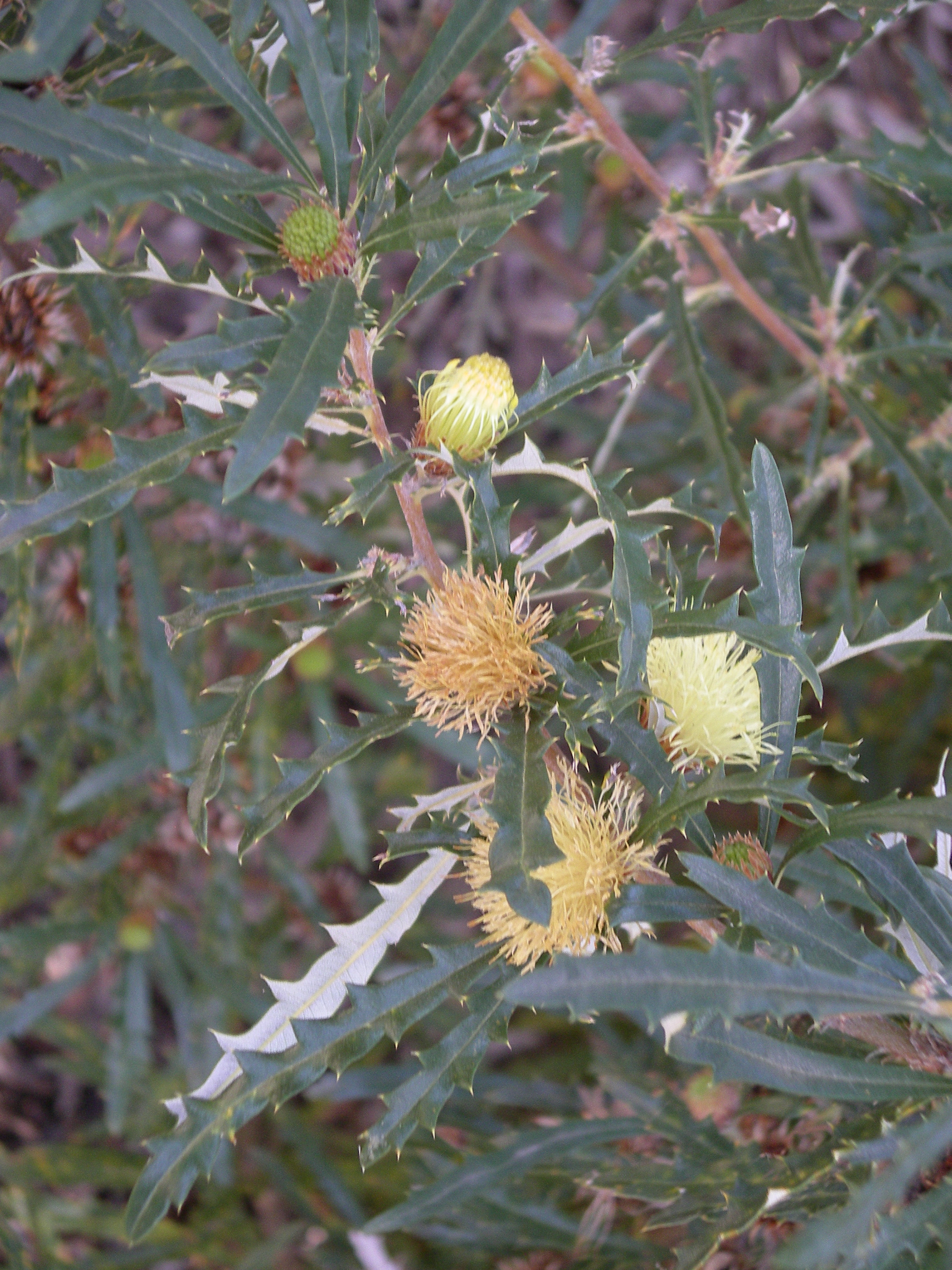
Banksia squarrosa

### Vegetative Merkmale
Die Arten der Serie Banksia ser. Dryandra sind immergrüne Sträucher oder kleine Bäume. Es ist sekundäres Dickenwachstum ausgehend von einem konventionellen Kambiumring vorhanden.
Es kann Heterophyllie vorliegen. Die wechselständig, meist spiralig an den Zweigen angeordneten Laubblätter können gestielt bis sitzend sein. Die ledrigen Blattspreiten sind im Umriss elliptisch, verkehrt-eiförmig oder verkehrt-dreieckig und einfach oder zusammengesetzt. Die Blattränder sind meist gesägt oder gezähnt, seltener glatt, manchmal stachelig gezähnt. Die Blattflächen können behaart oder kahl sein. Es sind keine Nebenblätter vorhanden.

### Generative Merkmale
Direkt unter den Blütenständen befinden sich Laubblätter. Die meist end-, selten blattachselständigen, meist zapfenförmigen oder kopfigen Blütenstände enthalten 15 bis 250 sitzende Blüten auf einem flachen Blütenstandsboden. Es sind auffällige behaarte Tragblätter vorhanden. Über je einem Deckblatt befinden sich zwei Blüten.
Die kleinen bis großen, oft sehr dekorativen, immer zwittrigen Blüten sind radiärsymmetrisch bis zygomorph und vierzählig. Es ist ein extrastaminaler Diskus aus schmalen, häutigen Schuppen vorhanden. Es ist nur ein Kreis mit vier freien, cremefarbenen bis meist gelben Blütenhüllblättern vorhanden; sie gliedern sich in einen linealischen Nagel und eine viel schmalere Platte. Es ist nur ein Kreis mit vier untereinander freien, gleichen oder deutlich ungleichen Staubblättern vorhanden. Es sind keine Staubfäden erkennbar. Die sitzenden, mehr oder weniger basifixen Staubbeutel können miteinander verbunden bis frei sein und öffnen sich mit Längsschlitzen. Es ist nur ein sitzendes, oberständiges Fruchtblatt in jeder Blüte enthalten. Das unvollständig oder vollständig geschlossene Fruchtblatt enthält nur zwei orthotrope, anatrope, amphitrope oder hemianatrope Samenanlagen.
Es werden manchmal Sammelfrüchte gebildet. Die holzigen Balgfrüchte öffnen sich bei Reife oder bleiben geschlossen und enthalten nur zwei Samen. Die geflügelten, abgeflachten Samen enthalten kein Endosperm. Die Flügel befinden sich am oberen Ende der Samen. Der gut entwickelte Embryo ist gerade und es sind meist zwei, selten bis zu acht Keimblätter (Kotyledone) vorhanden.

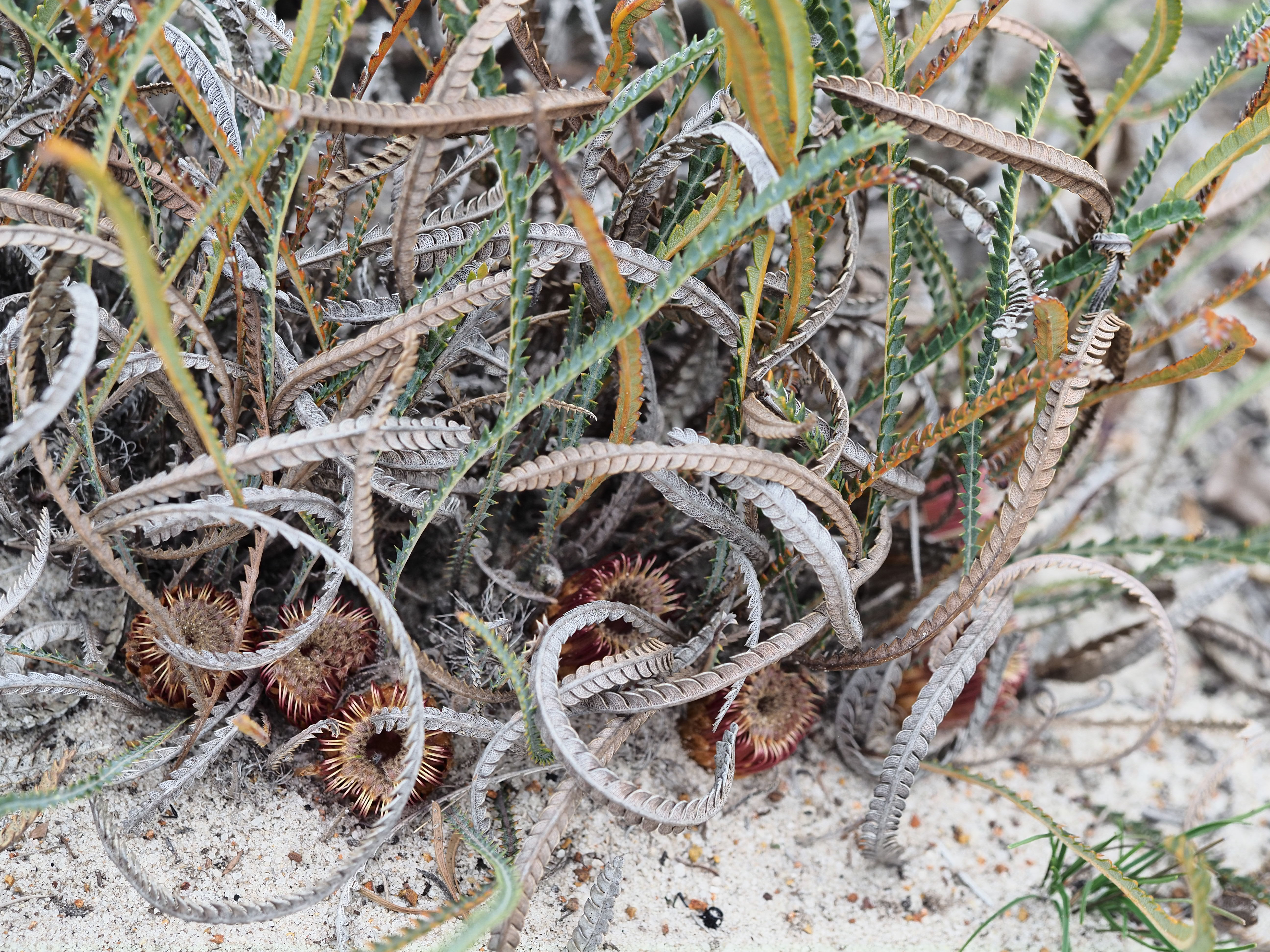
Habitus, Laubblätter und Blütenständen direkt über dem Bodenniveau von Banksia stuposa

## Ökologie
Die Arten der Serie Banksia ser. Dryandra können mesophytisch oder xerophytisch sein.
Je nach Art wirkt der Blütenstand blütenökolosch als Pseudanthium. Während der Anthese entwickeln sich Blütenteile in einer typischen Abfolge von drei Stadien. Die Bestäubung erfolgt durch Entomophilie oder Ornithophilie. Bei einigen Arten kommt es zu einer besonderen Bestäubung durch kleine Beuteltiere; dazu befinden sich die Blütenstände in Bodennähe.
Die geflügelten Diasporen werden vom Wind fortgetragen.

## Systematik

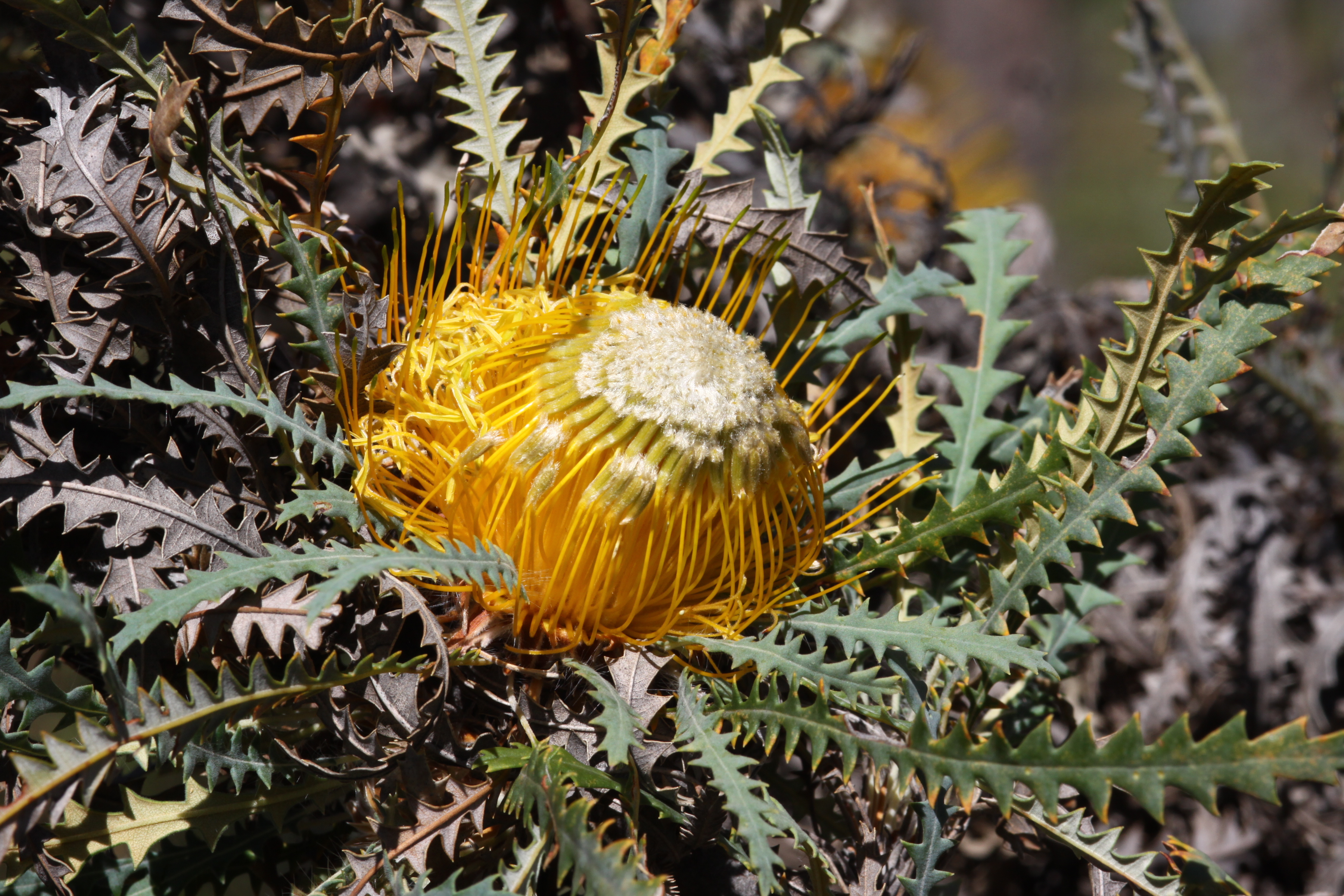
Habitus, Laubblätter und Blütenstand von Banksia stuposa

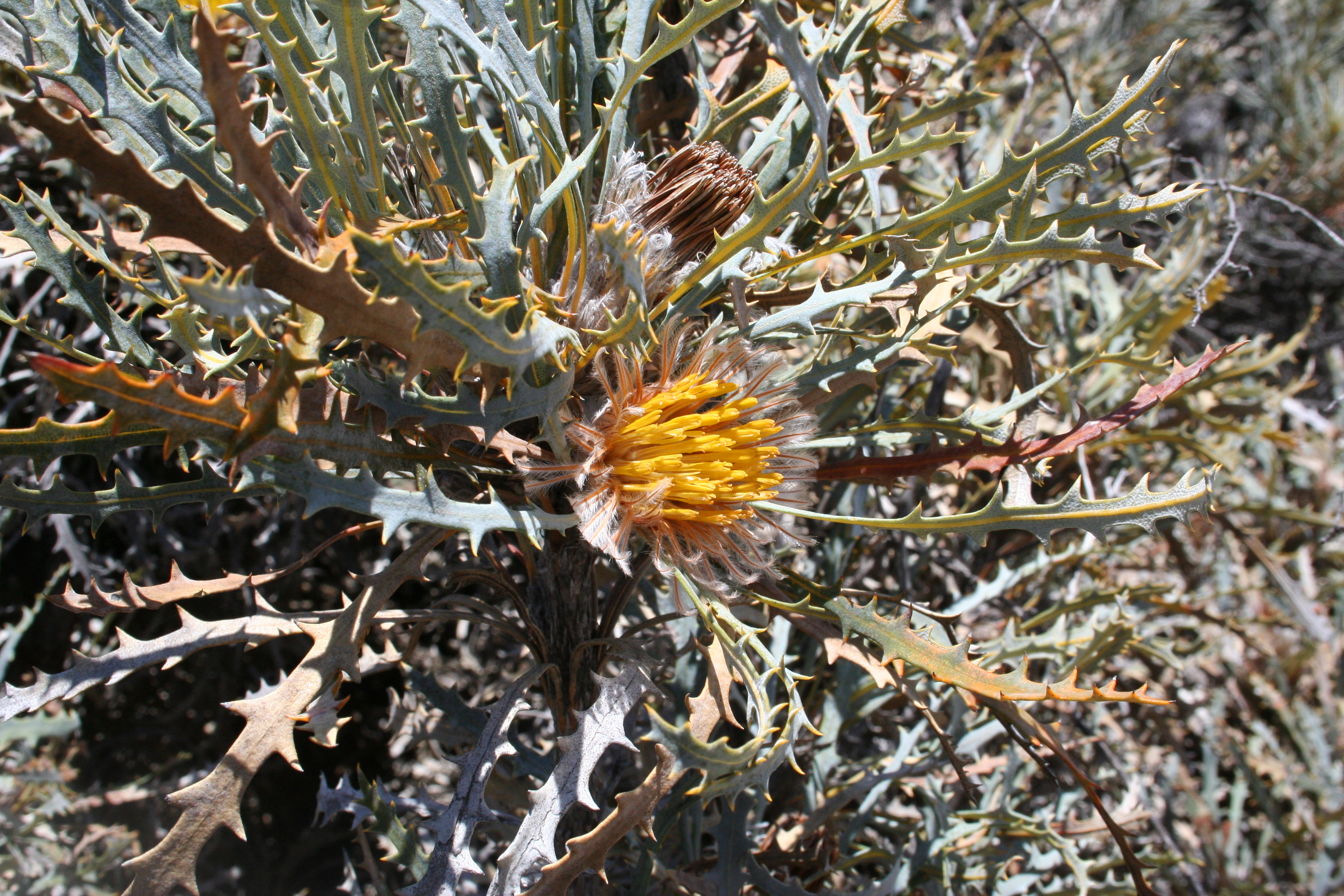
Habitus, Laubblätter und Blütenstand von Banksia vestita

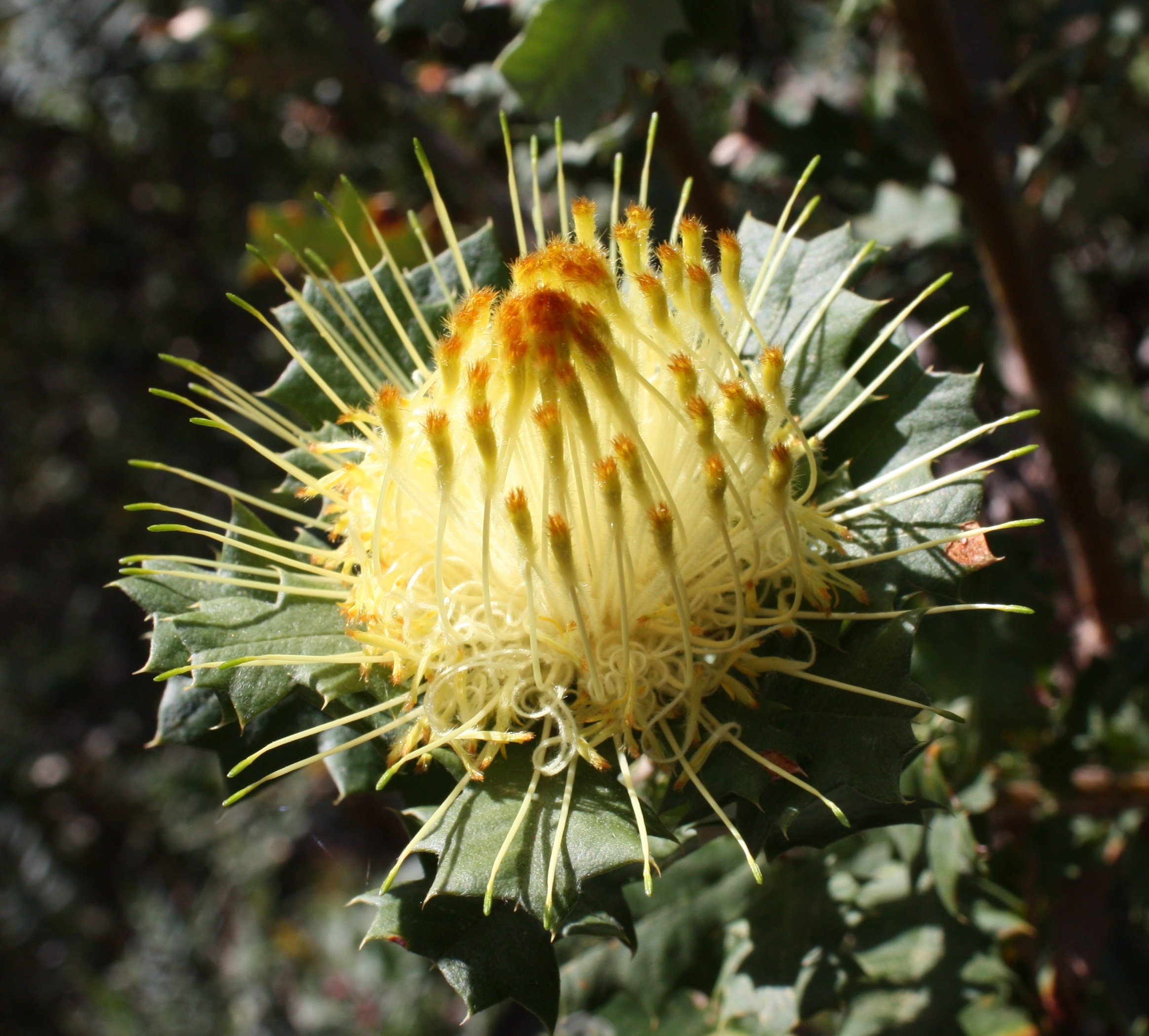
Blütenstand von Banksia undata

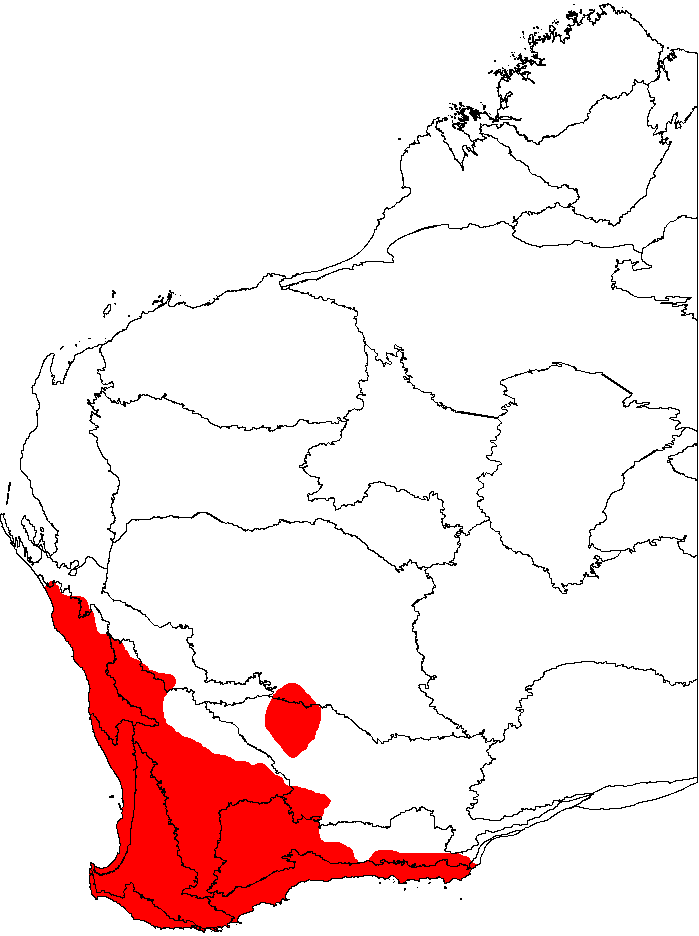
Verbreitung der Serie Banksia ser. Dryandra, nach einer Karte bei der Western Australian Flora

### Taxonomie
Die Gattung Dryandra wurde 1810 durch Robert Brown in Transactions of the Linnean Society of London, Volume 10, S. 211 aufgestellt. Der botanische Name Dryandra ehrt den schwedischen Botaniker Jonas Dryander.

### Aktuellste Systematik
Die bisherigen Arten der Gattung gehören seit 2007 zur Serie Banksia ser. Dryandra (R.Br.) A.R.Mast & K.R.Thiele in der Untergattung Banksia subgen. Banksia innerhalb der Gattung Banksia.
Banksia ser. Dryandra: Es gibt etwa 95 Arten:
- Banksia acanthopoda (A.S.George) A.R.Mast & K.R.Thiele (Syn.: Dryandra acanthopoda A.S.George)[4]
- Banksia acuminata A.R.Mast & K.R.Thiele (Syn.: Dryandra preissii Meisn.)[4]
- Banksia alliacea A.R.Mast & K.R.Thiele (Syn.: Dryandra nervosa R.Br.)[4]
- Banksia anatona (A.S.George) A.R.Mast & K.R.Thiele (Syn.: Dryandra anatona A.S.George)[4]
- Banksia arborea (C.A.Gardner) A.R.Mast & K.R.Thiele (Syn.: Dryandra arborea C.A.Gardner)[4]
- Banksia arctotidis (R.Br.) A.R.Mast & K.R.Thiele (Syn.: Dryandra arctotidis R.Br.)[4]
- Banksia armata (R.Br.) A.R.Mast & K.R.Thiele (Syn.: Dryandra armata R.Br.): Es gibt zwei Varietäten:[4]
  - Banksia armata (R.Br.) A.R.Mast & K.R.Thiele var. armata (Syn.: Dryandra armata R.Br. var. armata, Dryandra favosa Lindl., Dryandra gilbertii S.Moore)[4]
  - Banksia armata var. ignicida (A.S.George) A.R.Mast & K.R.Thiele (Syn.: Dryandra armata var. ignicida A.S.George)[4]
- Banksia aurantia (A.S.George) A.R.Mast & K.R.Thiele (Syn.: Dryandra aurantia A.S.George)[4]
- Banksia bella A.R.Mast & K.R.Thiele (Syn.: Dryandra pulchella Meisn.)[4]
- Banksia bipinnatifida (R.Br.) A.R.Mast & K.R.Thiele (Syn.: Dryandra bipinnatifida R.Br.): Es gibt zwei Unterarten:[4]
  - Banksia bipinnatifida (R.Br.) A.R.Mast & K.R.Thiele subsp. bipinnatifida (Syn.: Dryandra bipinnatifida R.Br. subsp. bipinnatifida)[4]
  - Banksia bipinnatifida subsp. multifida (A.S.George) A.R.Mast & K.R.Thiele (Syn.: Dryandra bipinnatifida subsp. multifida A.S.George)[4]
- Banksia biterax A.R.Mast & K.R.Thiele (Syn.: Dryandra baxteri R.Br.)[4]
- Banksia borealis (A.S.George) A.R.Mast & K.R.Thiele (Syn.: Dryandra borealis A.S.George): Es gibt zwei Unterarten:[4]
  - Banksia borealis (A.S.George) A.R.Mast & K.R.Thiele subsp. borealis (Syn.: Dryandra borealis A.S.George subsp. borealis)
  - Banksia borealis subsp. elatior (A.S.George) A.R.Mast & K.R.Thiele (Syn.: Dryandra borealis subsp. elatior A.S.George)[4]
- Banksia brunnea A.R.Mast & K.R.Thiele (Syn.: Dryandra brownii Meisn.)[4]
- Banksia calophylla (R.Br.) A.R.Mast & K.R.Thiele (Syn.: Dryandra calophylla R.Br.)[4]
- Banksia carlinoides (Meisn.) A.R.Mast & K.R.Thiele (Syn.: Dryandra carlinoides Meisn.)[4]
- Banksia catoglypta (A.S.George) A.R.Mast & K.R.Thiele (Syn.: Dryandra catoglypta A.S.George)[4]
- Banksia cirsioides (Meisn.) A.R.Mast & K.R.Thiele (Syn.: Dryandra cirsioides Meisn.)[4]
- Banksia columnaris (A.S.George) A.R.Mast & K.R.Thiele (Syn.: Dryandra columnaris A.S.George)[4]
- Banksia comosa (Meisn.) A.R.Mast & K.R.Thiele (Syn.: Dryandra comosa Meisn.)[4]
- Banksia concinna (R.Br.) A.R.Mast & K.R.Thiele (Syn.: Dryandra concinna R.Br.)[4]
- Banksia corvijuga (A.S.George) A.R.Mast & K.R.Thiele (Syn.: Dryandra corvijuga A.S.George)[4]
- Banksia cynaroides (C.A.Gardner) A.R.Mast & K.R.Thiele (Syn.: Dryandra cynaroides C.A.Gardner)[4]
- Banksia cypholoba (A.S.George) A.R.Mast & K.R.Thiele (Syn.: Dryandra cypholoba A.S.George)[4]
- Banksia dallanneyi A.R.Mast & K.R.Thiele (Syn.: Dryandra lindleyana Meisn.): Es gibt fünf Unterarten mit zwei Varietäten:[4]
  - Banksia dallanneyi subsp. agricola A.R.Mast & K.R.Thiele (Syn.: Dryandra lindleyana subsp. agricola A.S.George)[4]
  - Banksia dallanneyi A.R.Mast & K.R.Thiele subsp. dallanneyi: Es gibt zwei Varietäten:[4]
    - Banksia dallanneyi A.R.Mast & K.R.Thiele var. dallanneyi, Dryandra lindleyana Meisn. var. lindleyana, Dryandra nivea var. subevenia Meisn.[4]
    - Banksia dallanneyi var. mellicula (A.S.George) A.R.Mast & K.R.Thiele (Syn.: Dryandra lindleyana var. mellicula A.S.George)[4]

  - Banksia dallanneyi subsp. media (A.S.George) A.R.Mast & K.R.Thiele (Syn.: Dryandra lindleyana subsp. media A.S.George)[4]
  - Banksia dallanneyi subsp. pollosta (A.S.George) A.R.Mast & K.R.Thiele (Syn.: Dryandra lindleyana subsp. pollosta A.S.George)[4]
  - Banksia dallanneyi subsp. sylvestris (A.S.George) A.R.Mast & K.R.Thiele (Syn.: Dryandra lindleyana subsp. sylvestris A.S.George)[4]
- Banksia densa A.R.Mast & K.R.Thiele (Syn.: Dryandra conferta Benth.):[4] Es gibt seit 2019 keine Varietäten mehr, diese haben seither den Rang von Arten. Seit diese bisher hier eingeordneten Populationen eigenen Arten zugeordnet wurden, ist das Areal dieser Art disjunkt und deutlich kleiner.[7]
- Banksia drummondii (Meisn.) A.R.Mast & K.R.Thiele (Syn.: Dryandra drummondii Meisn.): Es gibt drei Unterarten:[4]
  - Banksia drummondii (Meisn.) A.R.Mast & K.R.Thiele subsp. drummondii (Syn.: Dryandra calophylla var. acaulis Meisn., Dryandra drummondii Meisn. subsp. drummondii)[4]
  - Banksia drummondii subsp. hiemalis (A.S.George) A.R.Mast & K.R.Thiele (Syn.: Dryandra drummondii subsp. hiemalis A.S.George)[4]
  - Banksia drummondii subsp. macrorufa (A.S.George) A.R.Mast & K.R.Thiele (Syn.: Dryandra drummondii subsp. macrorufa A.S.George)[4]
- Banksia echinata (A.S.George) A.R.Mast & K.R.Thiele (Syn.: Dryandra echinata A.S.George): Diese Neukombination erfolgte 2021.[4]
- Banksia epimicta (A.S.George) A.R.Mast & K.R.Thiele (Syn.: Dryandra epimicta A.S.George)[4]
- Banksia erythrocephala (C.A.Gardner) A.R.Mast & K.R.Thiele (Syn.: Dryandra erythrocephala C.A.Gardner): Es gibt zwei Varietäten:[4]
  - Banksia erythrocephala (C.A.Gardner) A.R.Mast & K.R.Thiele var. erythrocephala (Syn.: Dryandra erythrocephala C.A.Gardner var. erythrocephala)[4]
  - Banksia erythrocephala var. inopinata (A.S.George) A.R.Mast & K.R.Thiele (Syn.: Dryandra erythrocephala var. inopinata A.S.George)[4]
- Banksia falcata (R.Br.) A.R.Mast & K.R.Thiele (Syn.: Dryandra falcata R.Br.)[4]
- Banksia fasciculata (A.S.George) A.R.Mast & K.R.Thiele (Syn.: Dryandra fasciculata A.S.George)[4]
- Banksia fililoba (A.S.George) A.R.Mast & K.R.Thiele (Syn.: Dryandra fililoba A.S.George)[4]
- Banksia foliolata (R.Br.) A.R.Mast & K.R.Thiele (Syn.: Dryandra foliolata R.Br.)[4]
- Banksia foliosissima (C.A.Gardner) A.R.Mast & K.R.Thiele (Syn.: Dryandra foliosissima C.A.Gardner)[4]
- Banksia formosa (R.Br.) A.R.Mast & K.R.Thiele (Syn.: Dryandra formosa R.Br.)[4]
- Banksia fraseri (R.Br.) A.R.Mast & K.R.Thiele (Syn.: Dryandra fraseri R.Br.): Es gibt etwa fünf Varietäten:[4]
  - Banksia fraseri var. ashbyi (B.L.Burtt) A.R.Mast & K.R.Thiele (Syn.: Dryandra ashbyi B.L.Burtt, Dryandra fraseri var. ashbyi (B.L.Burtt) A.S.George)[4]
  - Banksia fraseri var. crebra (A.S.George) A.R.Mast & K.R.Thiele (Syn.: Dryandra fraseri var. crebra A.S.George)[4]
  - Banksia fraseri var. effusa (A.S.George) A.R.Mast & K.R.Thiele (Syn.: Dryandra fraseri var. effusa A.S.George)[4]
  - Banksia fraserii (R.Br.) A.R.Mast & K.R.Thiele var. fraseri (Syn.: Dryandra fraseri R.Br. var. fraseri)[4]
  - Banksia fraseri var. oxycedra (A.S.George) A.R.Mast & K.R.Thiele (Syn.: Dryandra fraseri var. oxycedra A.S.George)[4]
- Banksia fuscobractea (A.S.George) A.R.Mast & K.R.Thiele (Syn.: Dryandra fuscobractea A.S.George)[4]
- Banksia glaucifolia A.R.Mast & K.R.Thiele (Syn.: Dryandra glauca A.S.George)[4]
- Banksia heliantha A.R.Mast & A.R.Thiele (Syn.: Dryandra quercifolia Meisn.)[4]
- Banksia hewardiana (Meisn.) A.R.Mast & K.R.Thiele (Syn.: Dryandra hewardiana Meisn.)[4]
- Banksia hirta A.R.Mast & K.R.Thiele (Syn.: Dryandra hirsuta A.S.George)[4]
- Banksia horrida (Meisn.) A.R.Mast & K.R.Thiele (Syn.: Dryandra horrida Meisn.)[4]
- Banksia idiogenes (A.S.George) A.R.Mast & K.R.Thiele (Syn.: Dryandra idiogenes A.S.George)[4]
- Banksia insulanemorecincta (A.S.George) A.R.Mast & K.R.Thiele (Syn.: Dryandra insulanemorecincta A.S.George)[4]
- Banksia ionthocarpa (A.S.George) A.R.Mast & K.R.Thiele (Syn.: Dryandra ionthocarpa A.S.George): Diese Neukombination erfolgte 2014. Es gibt zwei Unterarten:[4]
  - Banksia ionthocarpa subsp. chrysophoenix (A.S.George) A.R.Mast & K.R.Thiele (Syn.: Dryandra ionthocarpa subsp. chrysophoenix A.S.George)[4]
  - Banksia ionthocarpa (A.S.George) A.R.Mast & K.R.Thiele subsp. ionthocarpa (Syn.: Dryandra ionthocarpa A.S.George subsp. ionthocarpa)[4]
- Banksia kippistiana (Meisn.) A.R.Mast & K.R.Thiele (Syn.: Dryandra kippistiana Meisn.): Es gibt zwei Varietäten:[4]
  - Banksia kippistiana (Meisn.) A.R.Mast & K.R.Thiele (Syn.: Dryandra kippistiana Meisn. var. kippistiana)[4]
  - Banksia kippistiana var. paenepeccata (A.S.George) A.R.Mast & K.R.Thiele (Syn.: Dryandra kippistiana var. paenepeccata A.S.George)[4]
- Banksia lepidorhiza (A.S.George) A.R.Mast & K.R.Thiele (Syn.: Dryandra lepidorhiza A.S.George)[4]
- Banksia meganotia (A.S.George) A.R.Mast & K.R.Thiele (Syn.: Dryandra meganotia A.S.George)[4]
- Banksia mimica (A.S.George) A.R.Mast & K.R.Thiele (Syn.: Dryandra mimica A.S.George)[4]
- Banksia montana (C.A.Gardner ex A.S.George) A.R.Mast & K.R.Thiele (Syn.: Dryandra montana C.A.Gardner ex A.S.George)[4]
- Banksia mucronulata (R.Br.) A.R.Mast & K.R.Thiele (Syn.: Dryandra mucronulata R.Br.): Diese Neukombination erfolgte 2021.[4]
- Banksia nana (Meisn.) A.R.Mast & K.R.Thiele (Syn.: Dryandra nana Meisn.)[4]
- Banksia nivea Labill. (Syn.: Dryandra nivea (Labill.) R.Br.): Diese Neukombination erfolgte 2021.[4] Es gibt zwei Unterarten:[8]
  - Banksia nivea Labill. subsp. nivea (Syn.: Dryandra nivea (Labill.) R.Br. subsp. nivea, Dryandra nivea (Labill.) R.Br. var. nivea)[4]
  - Banksia nivea subsp. uliginosa (A.S.George) A.R.Mast & K.R.Thiele (Syn.: Dryandra nivea subsp. uliginosa A.S.George)[4]
- Banksia nobilis (Lindl.) A.R.Mast & K.R.Thiele (Syn.: Dryandra nobilis Lindl.) Es gibt zwei Unterarten:[4]
  - Banksia nobilis subsp. fragrans (A.S.George) A.R.Mast & K.R.Thiele (Syn.: Dryandra nobilis subsp. fragrans A.S.George)[4]
  - Banksia nobilis (Lindl.) A.R.Mast & K.R.Thiele subsp. nobilis (Syn.: Dryandra nobilis Lindl. subsp. nobilis)[4]
- Banksia obovata A.R.Mast & K.R.Thiele (Syn.: Dryandra cuneata R.Br.)[4]
- Banksia obtusa (R.Br.) A.R.Mast & K.R.Thiele (Syn.: Dryandra obtusa R.Br.): Diese Neukombination erfolgte 2021.
- Banksia octotriginta (A.S.George) A.R.Mast & K.R.Thiele (Syn.: Dryandra octotriginta A.S.George): Diese Neukombination erfolgte 2014.[4]
- Banksia pallida (A.S.George) A.R.Mast & K.R.Thiele (Syn.: Dryandra pallida A.S.George)[4]
- Banksia parva (A.S.George) K.R.Thiele (Syn.: Banksia densa var. parva (A.S.George) A.R.Mast & K.R.Thiele, Dryandra conferta var. parva A.S.George): Sie ist 2019 aus Banksia densa ausgegliedert worden und seither eine eigene Art. Dieser Endemit kommt nur in einem Radius von 30 km um Corrigin im Weizengürtel von Western Australia vor.[7]
- Banksia pellaeifolia A.R.Mast & K.R.Thiele (Syn.: Dryandra blechnifolia R.Br.)[4]
- Banksia platycarpa (A.S.George) A.R.Mast & K.R.Thiele (Syn.: Dryandra platycarpa A.S.George): Diese Neukombination erfolgte 2014.[4]
- Banksia plumosa (R.Br.) A.R.Mast & K.R.Thiele (Syn.: Dryandra plumosa R.Br.): Es gibt zwei Unterarten:[4]
  - Banksia plumosa subsp. denticulata (A.S.George) A.R.Mast & K.R.Thiele (Syn.: Dryandra plumosa subsp. denticulata A.S.George)[4]
  - Banksia plumosa (R.Br.) A.R.Mast & K.R.Thiele subsp. plumosa (Syn.: Dryandra plumosa R.Br. subsp. plumosa)[4]
- Banksia polycephala (Benth.) A.R.Mast & K.R.Thiele (Syn.: Dryandra polycephala Benth.)[4]
- Banksia porrecta (A.S.George) A.R.Mast & K.R.Thiele (Syn.: Dryandra porrecta A.S.George)[4]
- Banksia prolata A.R.Mast & K.R.Thiele (Syn.: Dryandra longifolia R.Br.): Es gibt drei Unterarten:[4]
  - Banksia prolata subsp. archeos (A.S.George) A.R.Mast & K.R.Thiele (Syn.: Dryandra longifolia subsp. archeos A.S.George)[4]
  - Banksia prolata subsp. calcicola (A.S.George) A.R.Mast & K.R.Thiele (Syn.: Dryandra longifolia subsp. calcicola A.S.George)[4]
  - Banksia prolata A.R.Mast & K.R.Thiele subsp. prolata (Syn.: Dryandra longifolia R.Br. subsp. longifolia)[4]
- Banksia proteoides (Lindl.) A.R.Mast & K.R.Thiele (Syn.: Dryandra proteoides Lindl.)[4]
- Banksia pseudoplumosa (A.S.George) A.R.Mast & K.R.Thiele (Syn.: Dryandra pseudoplumosa A.S.George)[4]
- Banksia pteridifolia (R.Br.) A.R.Mast & K.R.Thiele (Syn.: Dryandra pteridifolia R.Br.): Es gibt drei Unterarten:[4]
  - Banksia pteridifolia subsp. inretita (A.S.George) A.R.Mast & K.R.Thiele (Syn.: Dryandra pteridifolia subsp. inretita A.S.George)[4]
  - Banksia pteridifolia (A.S.George) A.R.Mast & K.R.Thiele subsp. pteridifolia (Syn.: Dryandra pteridifolia R.Br. subsp. pteridifolia, Dryandra pteridifolia R.Br. var. pteridifolia)[4]
  - Banksia pteridifolia subsp. vernalis (A.S.George) A.R.Mast & K.R.Thiele (Syn.: Dryandra pteridifolia subsp. vernalis A.S.George)[4]
- Banksia purdieana (Diels) A.R.Mast & K.R.Thiele (Syn.: Dryandra purdieana Diels)[4]
- Banksia rufa A.R.Mast & K.R.Thiele (Syn.: Dryandra ferruginea Kippist ex Meisn.): Es gibt etwa fünf Unterarten:[4]
  - Banksia rufa subsp. chelomacarpa (A.S.George) A.R.Mast & K.R.Thiele (Syn.: Dryandra ferruginea subsp. chelomacarpa A.S.George)[4]
  - Banksia rufa subsp. flavescens (A.S.George) A.R.Mast & K.R.Thiele (Syn.: Dryandra ferruginea subsp. flavescens A.S.George)[4]
  - Banksia rufa subsp. magna (A.S.George) A.R.Mast & K.R.Thiele (Syn.: Dryandra ferruginea subsp. magna A.S.George)[4]
  - Banksia rufa subsp. obliquiloba (A.S.George) A.R.Mast & K.R.Thiele (Syn.: Dryandra ferruginea subsp. obliquiloba A.S.George)[4]
  - Banksia rufa subsp. pumila (A.S.George) A.R.Mast & K.R.Thiele (Syn.: Dryandra ferruginea subsp. pumila A.S.George)[4]
  - Banksia rufa A.R.Mast & K.R.Thiele subsp. rufa (Syn.: Dryandra ferruginea Kippist ex Meisn. subsp. ferruginea, Dryandra runcinata Meisn.)
  - Banksia rufa subsp. tutanningensis (A.S.George) A.R.Mast & K.R.Thiele (Syn.: Dryandra ferruginea subsp. tutanningensis A.S.George)[4]
- Banksia rufistylis (A.S.George) A.R.Mast & K.R.Thiele (Syn.: Dryandra rufistylis A.S.George)[4]
- Banksia sclerophylla (Meisn.) A.R.Mast & K.R.Thiele (Syn.: Dryandra sclerophylla Meisn.)[4]
- Banksia seneciifolia (R.Br.) A.R.Mast & K.R.Thiele (Syn.: Dryandra seneciifolia R.Br.)[4]
- Banksia serra (R.Br.) A.R.Mast & K.R.Thiele (Syn.: Dryandra serra R.Br.)[4]
- Banksia serratuloides (Meisn.) A.R.Mast & K.R.Thiele (Syn.: Dryandra serratuloides Meisn.): Es gibt zwei Unterarten:[4]
  - Banksia serratuloides subsp. perissa (A.S.George) A.R.Mast & K.R.Thiele (Syn.: Dryandra serratuloides subsp. perissa A.S.George)[4]
  - Banksia serratuloides (Meisn.) A.R.Mast & K.R.Thiele subsp. serratuloides (Syn.: Dryandra serratuloides Meisn. subsp. serratuloides)[4]
- Banksia sessilis (Knight) A.R.Mast & K.R.Thiele (Syn.: Dryandra sessilis (Knight) Domin): Es gibt etwa vier Varietäten:[4]
  - Banksia sessilis var. cordata (Meisn.) A.R.Mast & K.R.Thiele (Syn.: Dryandra floribunda var. cordata Meisn., Dryandra floribunda var. major R.Br., Dryandra sessilis var. cordata (Meisn.) A.S.George)[4]
  - Banksia sessilis var. cygnorum (Gand.) A.R.Mast & K.R.Thiele (Syn.: Dryandra cygnorum Gand., Dryandra quinquedentata Gand., Dryandra sessilis var. cygnorum (Gand.) A.S.George)[4]
  - Banksia sessilis var. flabellifolia (A.S.George) A.R.Mast & K.R.Thiele (Syn.: Dryandra sessilis var. flabellifolia A.S.George)[4]
  - Banksia sessilis (Knight) A.R.Mast & K.R.Thiele var. sessilis (Syn.: Dryandra floribunda R.Br., Dryandra floribunda R.Br. var. floribunda, Dryandra sessilis (Knight) Domin var. sessilis)[4]
- Banksia shanklandiorum (Randall) A.R.Mast & K.R.Thiele (Syn.: Dryandra shanklandiorum Randall)[4]
- Banksia shuttleworthiana (Meisn.) A.R.Mast & K.R.Thiele (Syn.: Dryandra shuttleworthiana Meisn.)[4]
- Banksia splendida A.R.Mast & K.R.Thiele (Syn.: Dryandra speciosa Meisn.): Es gibt zwei Unterarten:[4]
  - Banksia splendida subsp. macrocarpa (A.S.George) A.R.Mast & K.R.Thiele (Syn.: Dryandra speciosa subsp. macrocarpa A.S.George)[4]
  - Banksia splendida A.R.Mast & K.R.Thiele subsp. splendida (Syn.: Dryandra speciosa Meisn. subsp. speciosa)[4]
- Banksia squarrosa (R.Br.) A.R.Mast & K.R.Thiele (Syn.: Dryandra squarrosa R.Br.): Es gibt zwei Unterarten:[4]
  - Banksia squarrosa subsp. argillacea (A.S.George) A.R.Mast & K.R.Thiele (Syn.: Dryandra squarrosa subsp. argillacea A.S.George)[4]
  - Banksia squarrosa (R.Br.) A.R.Mast & K.R.Thiele subsp. squarrosa (Syn.: Dryandra carduacea Lindl., Dryandra carduacea var. angustifolia Hook., Dryandra carduacea Lindl. var. carduacea, Dryandra squarrosa R.Br. subsp. squarrosa)[4]
- Banksia stenoprion (Meisn.) A.R.Mast & K.R.Thiele (Syn.: Dryandra stenoprion Meisn.)[4]
- Banksia strictifolia A.R.Mast & K.R.Thiele (Syn.: Dryandra stricta A.S.George): Sie wurde 2014 erstbeschrieben.[4]
- Banksia stuposa (Lindl.) A.R.Mast & K.R.Thiele (Syn.: Dryandra stuposa Lindl.)
- Banksia subpinnatifida (C.A.Gardner) A.R.Mast & K.R.Thiele (Syn.: Dryandra subpinnatifida C.A.Gardner): Es gibt zwei Varietäten:[4]
  - Banksia subpinnatifida var. imberbis (A.S.George) A.R.Mast & K.R.Thiele (Syn.: Dryandra subpinnatifida var. imberbis A.S.George)[4]
  - Banksia subpinnatifida (C.A.Gardner) A.R.Mast & K.R.Thiele var. subpinnatifida (Syn.: Dryandra subpinnatifida C.A.Gardner var. subpinnatifida)[4]
- Banksia tenuis A.R.Mast & K.R.Thiele (Syn.: Dryandra tenuifolia R.Br.): Es gibt zwei Varietäten:[4]
  - Banksia tenuis var. reptans (A.S.George) A.R.Mast & K.R.Thiele (Syn.: Dryandra tenuifolia var. reptans A.S.George)[4]
  - Banksia tenuis A.R.Mast & K.R.Thiele var. tenuis (Syn.: Dryandra elegans Meisn., Dryandra tenuifolia var. elegans (Meisn.) Benth., Dryandra tenuifolia R.Br. var. tenuifolia)[4]
- Banksia tortifolia (Kippist ex Meisn.) A.R.Mast & K.R.Thiele (Syn.: Dryandra tortifolia Kippist ex Meisn.)[4]
- Banksia tridentata (Meisn.) B.D.Jacks. (Syn.: Dryandra tridentata Meisn.)[4]
- Banksia trifontinalis (A.S.George) A.R.Mast & K.R.Thiele (Syn.: Dryandra trifontinalis A.S.George)[4]
- Banksia undata A.R.Mast & K.R.Thiele (Syn.: Dryandra praemorsa Meisn.): Es gibt zwei Varietäten:[4]
  - Banksia undata var. splendens (A.S.George) A.R.Mast & K.R.Thiele (Syn.: Dryandra praemorsa var. splendens A.S.George)[4]
  - Banksia undata A.R.Mast & K.R.Thiele var. undata (Syn.: Dryandra praemorsa var. elongata Meisn., Dryandra praemorsa Meisn. var. praemorsa)[4]
- Banksia vestita (Kippist ex Meisn.) A.R.Mast & K.R.Thiele (Syn.: Dryandra vestita Kippist ex Meisn.)[4]
- Banksia viscida (A.S.George) A.R.Mast & K.R.Thiele (Syn.: Dryandra viscida A.S.George)[4]
- Banksia wonganensis (A.S.George) A.R.Mast & K.R.Thiele (Syn.: Dryandra wonganensis A.S.George)[4]
- Banksia xylothemelia (A.S.George) A.R.Mast & K.R.Thiele (Syn.: Dryandra xylothemelia A.S.George)[4]
- Banksia zygocephala K.R.Thiele: Sie wurde 2019 erstbeschrieben. Ihre Herbarbelege waren unter Banksia densa eingeordnet.[7]

### Botanische Geschichte
Die ersten Pflanzenexemplare, die zu Dryandra gehören wurden durch Archibald Menzies während der Vancouver Expedition gesammelt. Dies erfolgte im Auftrag von Joseph Banks. Als diese Expedition September bis Oktober 1791 im King George Sound wurden die ersten Herbarexemplare von Banksia sessilis sowie Banksia pellaeifolia gesammelt und nach der Rückkehr vom Menzies nach England wurden diese Herbarexemplare in Banks Sammlung hinterlegt. Die Auswertung dieses Herbarmaterials erfolgte erst viele Jahre später.
Ein Homonym für Dryandra R.Br. (1810) nom. cons. ist Dryandra Thunb. (1783) (aus der Familie Euphorbiaceae Juss.) nom. rej.
Es gab mehrere taxonomische Gliederungen dieser Verwandtschaftsgruppe: Brown 1810, 1830, Meissner 1856, Bentham 1870.
Bei einigen Autoren gehören diese Arten zur Gattung Banksia, wichtigste Veröffentlichung dazu ist A. R. Mast und K. Thiele: The transfer of Dryandra R.Br. to Banksia L.f. (Proteaceae). In: Australian Systematic Botany, Volume 20, 2007 – siehe oben.
| Zur Gattung Dryandra gehören etwa 95 Arten. Hier noch, anders nach Mast und Thiele 2007, aus historischen Gründen die Gliederung der Gattung Dryandra in drei Untergattungen und einige Serien nach Alex S. George 1996: |
| - Untergattung Dryandra: - Serie Floribundae Benth.: - Dryandra sessilis (Knight) Domin: Es wurden vier Varietäten gelistet: - Dryandra sessilis (Knight) Domin var. sessilis - Dryandra sessilis var. flabellifolia A.S.George - Dryandra sessilis var. cordata (Meisn.) A.S.George - Dryandra sessilis var. cygnorum (Gand.) A.S.George - Serie Armatae Benth.: - Dryandra cuneata R.Br. - Dryandra fuscobractea A.S.George - Dryandra armata R.Br.: Es wurden zwei Varietäten gelistet: - Dryandra armata R.Br. var. armata - Dryandra armata var. ignicida A.S.George - Dryandra prionotes A.S.George - Dryandra arborea C.A.Gardner - Dryandra hirsuta A.S.George - Dryandra pallida A.S.George - Dryandra purdieana Diels - Dryandra xylothemelia A.S.George - Dryandra cirsioides Meisn. - Dryandra acanthopoda A.S.George - Dryandra squarrosa R.Br.: Es wurden zwei Unterarten gelistet: - Dryandra squarrosa R.Br. subsp. squarrosa - Dryandra squarrosa subsp. argillacea A.S.George - Dryandra hewardiana Meisn. - Dryandra wonganensis A.S.George - Dryandra trifontinalis A.S.George - Dryandra stricta A.S.George - Dryandra echinata A.S.George - Dryandra polycephala Benth. - Dryandra subpinnatifida C.A.Gardner: Es wurden zwei Varietäten gelistet: - Dryandra subpinnatifida C.A.Gardner var. subpinnatifida - Dryandra subpinnatifida var. imberbis A.S.George - Dryandra longifolia R.Br.: Von ihr gibt es drei Unterarten gelistet: - Dryandra longifolia R.Br. subsp. longifolia - Dryandra longifolia subsp. calcicola A.S.George - Dryandra longifolia subsp. archeos A.S.George - Dryandra borealis A.S.George: Es wurden zwei Unterarten gelistet: - Dryandra borealis A.S.George subsp. borealis - Dryandra borealis subsp. elatior A.S.George - Serie Marginatae (Meisn.) A.S.George: - Dryandra pulchella Meisn. - Serie Folliculosae A.S.George: - Dryandra fraseri R.Br.: Es wurden fünf Varietäten gelistet: - Dryandra fraseri R.Br. var. fraseri - Dryandra fraseri var. crebra A.S.George - Dryandra fraseri var. effusa A.S.George - Dryandra fraseri var. ashbyi A.S.George - Dryandra fraseri var. oxycedra (B.L.Burtt) A.S.George - Serie Acrodontae (Meisn.) A.S.George: - Dryandra sclerophylla Meisn. - Dryandra kippistiana Meisn.: Es wurden zwei Varietäten gelistet: - Dryandra kippistiana Meisn. var. kippistiana - Dryandra kippistiana var. paenepeccata A.S.George - Dryandra carlinoides Meisn. - Dryandra tridentata Meisn. - Serie Capitellatae A.S.George: - Dryandra serratuloides Meisn.: Es wurden zwei Unterarten gelistet: - Dryandra serratuloides Meisn. subsp. serratuloides - Dryandra serratuloides subsp. perissa A.S.George - Dryandra meganotia A.S.George - Serie Ilicinae (Meisn.) A.S.George: - Dryandra praemorsa Meisn.: Es wurden zwei Varietäten gelistet: - Dryandra praemorsa Meisn. var. praemorsa - Dryandra praemorsa var. splendens A.S.George - Dryandra quercifolia Meisn. - Dryandra anatona A.S.George - Serie Dryandra: - Dryandra formosa R.Br. - Dryandra nobilis Lindl.: Es wurden zwei Unterarten gelistet: - Dryandra nobilis Lindl. subsp. nobilis - Dryandra nobilis subsp. fragrans A.S.George - Dryandra stuposa Lindl. - Serie Foliosae A.S.George: - Dryandra mucronulata R.Br.: Es wurden zwei Unterarten gelistet: - Dryandra mucronulata R.Br. subsp. mucronulata - Dryandra mucronulata subsp. retrorsa A.S.George - Dryandra baxteri Sweet - Dryandra foliosissima C.A.Gardner - Serie Decurrentes (Meisn.) A.S.George: - Dryandra comosa Meisn. - Serie Tenuifoliae A.S.George: - Dryandra tenuifolia R.Br.: Es wurden zwei Varietäten gelistet: - Dryandra tenuifolia var. tenuifolia - Dryandra tenuifolia R.Br. var. reptans A.S.George - Dryandra obtusa R.Br. - Serie Runcinatae (Meisn.) A.S.George: - Dryandra ferruginea Kippist ex Meisn.: Es wurden sieben Unterarten gelistet: - Dryandra ferruginea subsp. magna A.S.George - Dryandra ferruginea subsp. tutanningensis A.S.George - Dryandra ferruginea Kippist ex Meisn. subsp. ferruginea - Dryandra ferruginea subsp. pumila A.S.George - Dryandra ferruginea subsp. obliquiloba A.S.George - Dryandra ferruginea subsp. chelomacarpa A.S.George - Dryandra ferruginea subsp. flavescens A.S.George - Dryandra corvijuga A.S.George - Dryandra epimicta A.S.George - Dryandra proteoides Lindl. - Serie Triangulares A.S.George: - Dryandra drummondii Meisn.: Es wurden drei Unterarten gelistet: - Dryandra drummondii Meisn. subsp. drummondii - Dryandra drummondii subsp. hiemalis A.S.George - Dryandra drummondii subsp. macrorufa A.S.George - Dryandra octotriginta A.S.George - Dryandra catoglypta A.S.George - Serie Aphragma (R.Br.) A.S.George: - Dryandra pteridifolia R.Br.: Es wurden drei Unterarten gelistet: - Dryandra pteridifolia subsp. inretita - Dryandra pteridifolia R.Br. subsp. pteridifolia - Dryandra pteridifolia subsp. vernalis A.S.George - Dryandra fililoba A.S.George - Dryandra shanklandiorum Randall - Dryandra nervosa R.Br. - Dryandra blechnifolia R.Br. - Dryandra porrecta A.S.George - Dryandra aurantia A.S.George - Dryandra calophylla R.Br. - Dryandra lepidorhiza A.S.George - Serie Ionthocarpae A.S.George: - Dryandra ionthocarpa A.S.George: Es wurden zwei Unterarten gelistet: - Dryandra ionthocarpa A.S.George subsp. ionthocarpa - Dryandra ionthocarpa subsp. chrysophoenix - Serie Inusitatae A.S.George: - - Dryandra idiogenes A.S.George - Serie Subulatae A.S.George: - Dryandra subulata C.A.Gardner - Serie Gymnocephalae: - Dryandra cynaroides C.A.Gardner - Dryandra erythrocephala C.A.Gardner: Es wurden zwei Varietäten gelistet: - Dryandra erythrocephala var. erythrocephala - Dryandra erythrocephala var. inopinata C.A.Gardner - Dryandra horrida Meisn. - Dryandra vestita Kippist ex Meisn. - Dryandra viscida A.S.George - Dryandra mimica A.S.George - Dryandra speciosa Meisn.: Es wurden zwei Unterarten gelistet: - Dryandra speciosa Meisn. subsp. speciosa - Dryandra speciosa subsp. macrocarpa A.S.George - Dryandra shuttleworthiana Meisn. - Serie Plumosae A.S.George: - Dryandra plumosa R.Br.: Es wurden zwei Unterarten gelistet: - Dryandra plumosa R.Br. subsp. plumosa - Dryandra plumosa subsp. denticulata A.S George - Dryandra pseudoplumosa A.S.George - Dryandra montana A.S.George - Serie Concinnae Benth.: - Dryandra concinna R.Br. - Dryandra serra R.Br. - Dryandra foliolata R.Br. - Serie Obvallatae Benth.: - Dryandra fasciculata A.S.George - Dryandra conferta Benth.: Es wurden zwei Varietäten gelistet: - Dryandra conferta Benth. var. conferta - Dryandra conferta var. parva A.S.George - Dryandra columnaris A.S.George - Dryandra platycarpa A.S.George - Dryandra seneciifolia R.Br. - Dryandra rufistylis A.S.George - Dryandra insulanemorecincta A.S.George - Serie Pectinatae (Meisn.) A.S.George: - Dryandra nana Meisn. - Serie Acuminatae A.S.George: - - Dryandra preissii Meisn. - Serie Niveae Benth.: - Dryandra arctotidis R.Br. - Dryandra tortifolia Kippist ex Meisn. - Dryandra stenoprion Meisn. - Dryandra cypholoba A.S.George - Dryandra lindleyana Meisn.: Es wurden fünf Unterarten gelistet: - Dryandra lindleyana Meisn. subsp. lindleyana - Dryandra lindleyana subsp. pollosta A.S.George - Dryandra lindleyana subsp. media A.S.George - Dryandra lindleyana subsp. agricola A.S.George - Dryandra lindleyana subsp. sylvestris A.S.George - Dryandra brownii Meisn. - Dryandra nivea (Labill.) R.Br.: Es wurden zwei Unterarten gelistet: - Dryandra nivea (Labill.) R.Br. subsp. nivea - Dryandra nivea subsp. uliginosa A.S.George - Untergattung Hemiclidia (R.Br.) A.S.George: Sie enthält nur zwei Arten: - - Dryandra falcata R.Br. - Dryandra glauca A.S.George - Untergattung Diplophragma (R.Br.) A.S.George: - Sie enthält nur eine Art: - Dryandra bipinnatifida R.Br. |